# Aéroport de Tlemcen - Zenata - Messali El Hadj
L'aéroport de Tlemcen - Zenata - Messali El Hadj (code IATA : TLM • code OACI : DAON) est un aéroport international algérien, situé sur le territoire de  la commune de Zenata, à 22 kilomètres au nord-ouest de la ville de Tlemcen.

## Présentation
L’aéroport de Tlemcen est un aéroport civil international desservant la ville de Tlemcen et sa région  (wilayas de Tlemcen, d'Aïn Témouchent, de Sidi Bel Abbès et de Naâma).
L’aéroport porte le nom de Messali Hadj en hommage à cet homme politique algérien ayant joué un rôle pionnier dans le processus menant à l'indépendance algérienne. Né à Tlemcen le 16 mai 1898, il réclame dès 1927 l'indépendance de l'Algérie. Le nom « zenata » est la prononciation arabe du nom zenète qui est une confédération berbère peuplant entre autres la région de Tlemcen.

## Historique
Initialement cet aéroport civil était exclusivement à usage militaire[réf. nécessaire] (ce qui explique sa petite taille) puis il fut réaménagé pour le transport civil.
La piste en dur a été créé par la société Colas en 1957 pendant la guerre d Algérie. L'aéroport servait de base aux avions qui assuraient le contrôle des frontières entre l'Algérie et le Maroc et les appuis tactiques pour les troupes françaises. les premiers avions T6, Morane 500 et Super Broussard basés sur place sont arrivés en septembre 1957[réf. nécessaire].

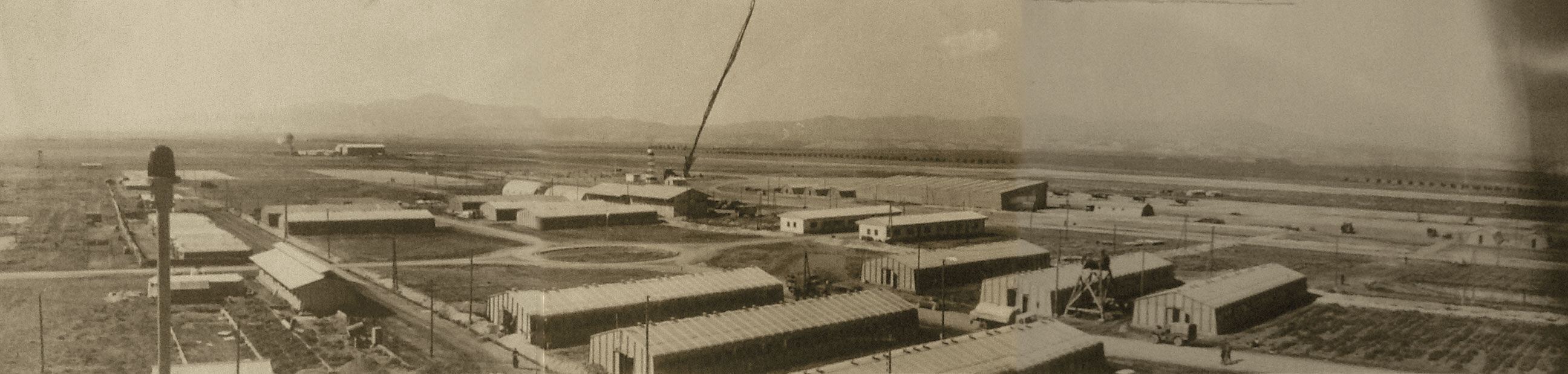
L'aéroport de Tlemcen pendant la guerre d'Algérie.

L'aéroport a été nommé Messali El Hadj par Abdelaziz Bouteflika en 2011, en hommage à l'ancien homme politique algérien.
L'aéroport a été fermé en 2007 pour rénovation, remise aux normes et agrandissement, de mi-janvier 2007, pour être opérationnel à la date du 24 juin 2007.  Une enveloppe financière de 233 millions de dinars a été allouée pour la réalisation du projet par l’entreprise algérienne GCB de Boumerdes. Les travaux ont consisté en l’extension et au renforcement de la piste principale sur une superficie de 5 ha. Cette opération a comporté également le con-fortement de pistes secondaires ainsi que le parking pour avions gros porteurs et la construction d’une nouvelle aérogare moderne disposant de l’ensemble des services. Le premier essai de la nouvelle piste a eu lieu le 19 juin 2007.

## Situation

### Carte des aéroports de l'Algérie
'
| \| 100 km1:14 790 000 \| Adrar Alger Annaba Batna Béjaïa Biskra Boufarik Chlef Constantine Ghardaïa Hassi Messaoud In Amenas Jijel Oran Sétif Tamanrasset Tébessa Tlemcen Béchar Bordj Mokhtar Djanet El Bayadh El Goléa El Oued Illizi In Salah Ghriss Ouargla Tiaret Timimoun Tindouf Touggourt |
| 100 km1:14 790 000 |

Carte statique des aéroports d'Algérie.Carte dynamique des aéroports d'Algérie.

## Infrastructures liées

### Pistes
L’aéroport dispose d'une piste en béton bitumineux d'une longueur de 2 600 m.

### Aérogare
L'aérogare a été refait à neuf selon des normes internationales[Lesquelles ?]. Il est doté d'une salle d'accueil, de deux salles d'embarquement, d'une zone de douane, d'une zone fret, d'une cafeteria, d'un restaurant et de magasins. Cette infrastructure, qui a vu également la réalisation d'un salon d'honneur, avec une suite présidentielle, est caractérisée par son architecture arabo-islamique.

### Accès
L'aéroport est situé à environ 25 km au nord-ouest de Tlemcen, à côté de la route W71, à la sortie de l'aéroport. Un service de taxi assure en permanence la liaison jusqu'au centre-ville de Tlemcen. Le coût du trajet est de 600 DA par passager. Des bus relient la ville de Tlemcen.

## Compagnies aériennes et destinations
| Compagnies          | Destinations                                                                                         |
| ------------------- | --- |
| Air Algérie         | Alger-Houari-Boumédiène, Lyon-Saint-Exupéry, Marseille-Provence, Paris-Charles de Gaulle, Paris-Orly |
| Transavia France    | Lyon-Saint-Exupéry, Paris-Orly                                                                       |
| ASL Airlines France | Lille Lesquin                                                                                        |
| Volotea             | Marseille-Provence                                                                                   |